# Amir Richardson
Michael Amir Junior Richardson (arabisch مايكل أمير ريتشاردسون; * 24. Januar 2002 in Nizza) ist ein marokkanisch-französischer Fußballspieler.

## Karriere

### Verein
Aus der Jugend von OGC Nizza kommend, wechselte er im Sommer 2019 in die U19 des Le Havre AC. Dort rückte er dann zwei Jahre später auch fest in den Kader der ersten Mannschaft vor, wobei er bereits am letzten Spieltag der Saison 2020/21 sein Debüt für das Team in der Ligue 2 hatte. Nach einer Spielzeit hier wurde er Mitte 2022 von Stade Reims für eine Ablösesumme von 2 Mio. Euro transferiert, verblieb auf Leihbasis aber noch bis zum Sommer 2023 bei seinem vorherigen Klub, welchen er als Zweitligameister am Ende verließ. Angekommen in Reims startete er seine Spielzeit 2023/24 dann mit dem Ligue-1-Debüt.

### Nationalmannschaft
Von November 2021 bis Juni 2022 bestritt er mit der französischen U-20-Mannschaft ein paar Freundschaftsspiele.
Im März 2023 wurde er erstmals von Marokko für deren U23 berufen. Nach einigen Freundschaftsspielen trat er mit dieser dann beim Afrika-Cup 2023 an, wo er in der Gruppenphase auch ein Tor erzielte und so seiner Mannschaft half den Titel zu gewinnen. Damit erreichte er mit seinem Team auch die Qualifikation für das Olympiaturnier 2024. Kurz darauf wurde er dann auch erstmals für die A-Nationalmannschaft berufen und kam hier am 12. September 2023 bei einem 1:0-Freundschaftsspielsieg über Burkina Faso zu seinem Debüt, wo er in der 86. Minute für Azzedine Ounahi eingewechselt wurde. Nach einem weiteren Freundschaftsspieleinsatz sowie einem Spiel der Qualifikation für die Weltmeisterschaft 2026 gehörte er auch mit zum Kader beim Afrika-Cup 2024. Hier bekam er im letzten Gruppenspiel, einem 1:0-Sieg über Sambia, zu einem Kurzeinsatz.